# Palazzo Spinelli di Laurino
Le palazzo Spinelli di Laurino est un palais du cœur historique de Naples qui donne sur la via dei Tribunali, épousant le tracé du decumanus maximus romain.

## Histoire et description

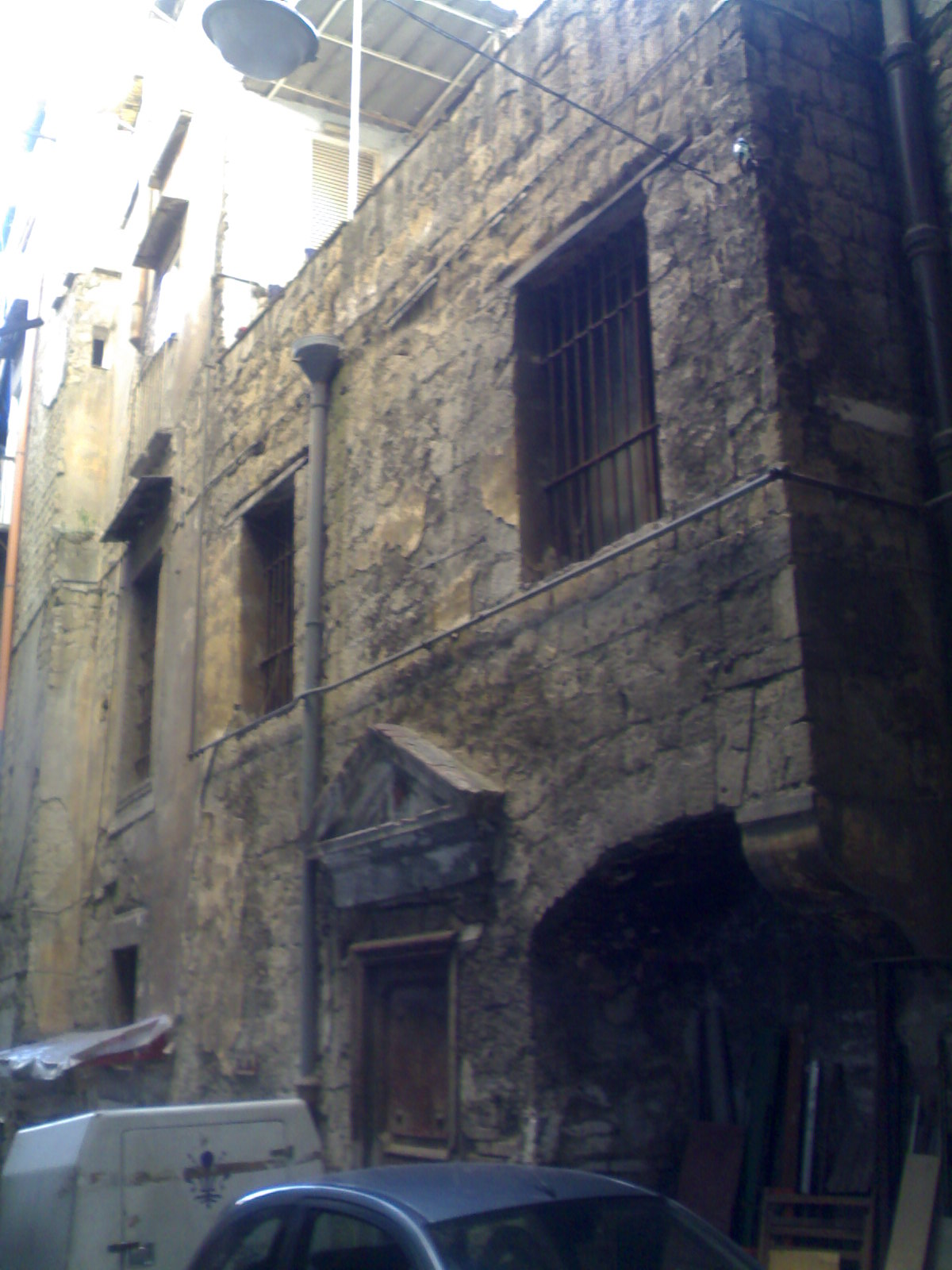
Eglise du Palazzo Spinelli di Laurino (Naples).

Le palais est bâti au XVe siècle et entièrement remanié à la commande du puissant Troiano Spinelli au milieu du XVIIIe siècle. Une particularité spectaculaire de l'édifice est sa cour d'honneur de plan elliptique, ce qui en fait la seule du genre à Naples. La façade donnant dans cette cour est ornée de niches, de statues et de stucs de toute beauté.
Le grand escalier d'honneur conçu par Ferdinando Sanfelice possède deux rampes: la première en axe du mur du fond, et la seconde qui est à double rampe à perspective double avec en fond des cippes romaines en deux niches. La chapelle du palais donne sur la cour. Le palais est actuellement divisé en appartements privés.
Aujourd'hui, le palais est dans un état grave de dégradation. Une partie des stucs s'écroule laissant apparaître le tuf à nu.

## Culture
Au moins trois films ont été tournés au palais: Mélodie meurtrière de Sergio Corbucci en 1979; La Peau de Liliana Cavani en 1981, d'après le roman de Curzio Malaparte; et Macaroni d'Ettore Scola en 1985, tous les trois ont été tournés avec Marcello Mastroianni.

## Source de la traduction
- (it) Cet article est partiellement ou en totalité issu de l’article de Wikipédia en italien intitulé « Palazzo Spinelli di Laurino » (voir la liste des auteurs).